# Pindstrup Mosebrug
Pindstrup Mosebrug A/S er en dansk producent af voksemedier (substrater) til professionel og privat planteproduktion. Virksomheden blev grundlagt i 1905 i landsbyen Pindstrup på Djursland og har udviklet sig til en international koncern med produktion og salg i flere verdensdele. Pindstrup er en af verdens førende producenter af sphagnum- og kokosbaserede substrater og leverer til både gartnerier, planteskoler og detailhandel. Virksomheden er fortsat familieejet og har hovedsæde i Danmark. I dag er der mere end 800 medarbejdere i Pindstrup-koncernen.

## Produkter og forretningsområder
Pindstrup producerer vækstmedier og substrater til både professionelle gartnere og private haveejere. Produkterne omfatter sphagnum- og kokosbaserede substrater samt alternative materialer som træfibre. Virksomheden tilbyder også specialudviklede blandinger til forskellige afgrøder og anvendelser.

## Miljø og bæredygtighed
Pindstrup arbejder aktivt med bæredygtighed og har som mål at reducere brugen af sphagnum i deres produkter. I 2024 udgjorde alternative materialer som træfibre 31 % af råmaterialerne, med en målsætning om at øge dette til 40 % i 2028. Virksomheden investerer i produktion af træfibre og anvender vedvarende energikilder som solenergi i deres anlæg.

## Ejerforhold og ledelse
Pindstrup Mosebrug A/S er en familieejet virksomhed. I 2023 tiltrådte René Gjerding som administrerende direktør, og Bjarne Moltke Hansen har været bestyrelsesformand siden 2018.

## Historie
Pindstrup Mosebrug blev etableret i 1905 af Johannes F. la Cour i Pindstrup på Djursland med det formål at udvinde og forarbejde sphagnum til brændsel. I de første år var produktionen primært rettet mod det danske marked, men i løbet af anden halvdel af det 20. århundrede begyndte virksomheden at eksportere til nabolande og senere til oversøiske markeder. 
I de første årtier var virksomheden involveret i mange forskellige aktiviteter, hvoraf en var at skære tørv (klyner), som blev brugt til opvarmning. Tørv blev også brugt som strøelse til dyr. 
I 1960erne faldt forbruget af tørv til opvarmning, og virksomheden ledte efter andre måder at sælge sine produkter på. Samtidig var tørv begyndt at blive brugt som et voksemedie til planter, og virksomheden begyndte at udvikle og sælge substrater baseret på tørv, både i Danmark og i stigende grad også på eksportmarkederne. Med tiden blev virksomhedens andre aktiviteter frasolgt.
I 1979 blev der etableret et datterselskab i Nordirland – Bulrush Horticulture Ltd., som leverer til markederne i Irland og Storbritannien. 
Et andet datterselskab blev etableret i Spanien i 1989, da virksomheden købte et tørvefirma i nærheden af Burgos nord for Madrid. Pindstrup Mosebrug S.A.E. dækker markederne i Spanien og Portugal.
Et samarbejde med et estisk tørvefirma begyndte i starten af 1990erne, og Estonian Peat Products blev etableret i Viljandi, Estland, som et joint venture. I midt-1990erne købte Pindstrup et antal moser i Letland samt et tørvefirma i nærheden af Riga, og i 1998 blev endnu et datterselskab og en fabrik – SIA Pindstrup Latvia – etableret. Pindstrup Latvia leverer substrater baseret på baltisk tørv til kunder i hele verden.
I 2013 udvidede Pindstrup-koncernen sine aktiviteter ved at købe selskabet Rostorfinvest i Rusland, som senere ændrede navn til OOO Pindstrup og dækkede det russiske marked samt CIS-landene. I 2022 blev en salgsproces indledt, og Pindstrup Rusland betragtes nu som en ophørende aktivitet.
Den seneste tilføjelse til Pindstrup-koncernen, Carolina Soil do Brasil, blev købt i 2021 og udvidede dermed Pindstrups aktiviteter i Brasilien. Carolina Soil findes på to lokationer, i Pardinho og Santa Cruz do Sul.

## Om selskabet
Voksemedier (substrater) fra Pindstrup bruges til at dyrke planter i gartnerier og haver. Virksomhedens produktion bestod oprindeligt – og især under de to verdenskrige – af tørv til brændsel. I 1960'erne ændrede virksomheden fokus og begyndte at levere voksemedier til gartneribranchen. I flere årtier bestod råvarerne udelukkende af spagnum (tørvemos). Siden årtusindskiftet bruger virksomheden i stigende grad træfibre og andre råvarer som alternativer til spagnum. Andelen af alternativer er 31% (2024), og virksomhedens mål er at øge denne andel til 40% i 2028.  
I Danmark foregår produktionen i Kongerslev nær Lille Vildmose. Virksomheden har også produktion og salgskontorer i flere udenlandske datterselskaber. Det første, Bulrush Horticulture Ltd., blev etableret i 1979 i Nordirland og leverer til Irland og Storbritannien. Et andet blev etableret i Spanien i 1989 og leverer til Spanien og Portugal. I starten af 1990'erne blev der etableret et joint venture med et firma i Estland, og i 1998 etablerede Pindstrup et datterselskab og en fabrik i Letland, som i dag producerer og leverer til kunder i hele verden. I 2013 købte Pindstrup et selskab i Rusland med produktion i Pskov-området og salgskontor i Moskva, som dækkede de tidligere Sovjet-republikker. Pindstrup er dog ikke længere aktiv i Rusland. Datterselskabet Carolina Soil do Brasil blev købt i 2021. Endelig har Pindstrup salgskontor i Kina og salgskonsulenter i en række lande. Pindstrups produkter sælges i over 100 lande.

## Stenvad Mosebrugscenter
Johannes F. La Cour købte i 1915 store mosearealer i Stenvad, hvor Pindstrup Mosebrug havde aktiviteter indtil 1992. Tørvefabrikken og det omkringliggende areal med en del af tipvognsbanen blev solgt til kommunen, og her ligger nu Stenvad Mosebrugscenter, som fortæller tørvegravningens historie.

## Novopan og Kronospan
Efter 2. verdenskrig aftog efterspørgslen efter tørv, og Pindstrup Mosebrug måtte gå nye veje. Man havde savværk og krydsfinerfabrik, og den 70-årige Johannes F. la Cour startede i 1950 en ny virksomhed, der kom til at fylde det meste af Pindstrup Mosebrugs grund på Fabriksvej 2 i Pindstrup. Det var den første spånpladefabrik i Skandinavien, baseret på en licensaftale med den schweiziske ingeniør Fahrni, der havde opfundet og patenteret en metode til fremstilling af spånplader. De laves af lim og træ, som kan være udtyndingstræ fra skovene, flis fra savværkerne og høvlspåner fra møbelfabrikkerne. Fra patentet fik fabrikken navnet ”Novopan”.
Efter at have ejet Novopan-aktierne i mere end 30 år valgte PenSam, Lønmodtagernes Dyrtidsfond Equity 1 og FIH Erhvervsbank at sælge dem 6. november 2015. Aktierne havde været til salg siden 2007. Køberen var Kronospan, som har hovedsæde i Østrig og er en af verdens førende producenter af træbaserede plader. Kronospan har over 40 produktionsfaciliteter og mere end 14.000 medarbejdere.